# Tim Dekker
Pour les articles homonymes, voir Dekker.
Tim Dekker (né le 29 septembre 1993) est un athlète néerlandais, spécialiste des épreuves combinées.

## Biographie
En 2012, Tim Dekker remporte la médaille de bronze du décathlon des championnats du monde juniors. Avec un total de 7 815 points, il est devancé par l'Américain Gunnar Nixon et l'Australien Jake Stein.

### Palmarès
| Date | Compétition                   | Lieu      | Résultat | Performance |
| ---- | ----------------------------- | --------- | -------- | ----------- |
| 2012 | Championnats du monde juniors | Barcelone | 3e       | 7 815 pts   |

### Records
| Épreuve          | Performance | Lieu      | Date            |
| ---------------- | ----------- | --------- | --------------- |
| Décathlon junior | 7 815 pts   | Barcelone | 11 juillet 2012 |